# F1 2011 (jeu vidéo)
 (juillet 2017).
Si vous disposez d'ouvrages ou d'articles de référence ou si vous connaissez des sites web de qualité traitant du thème abordé ici, merci de compléter l'article en donnant les références utiles à sa vérifiabilité et en les liant à la section « Notes et références ».
F1 2011 est un jeu vidéo de course basé sur la saison 2011 du championnat du monde de Formule 1. Le jeu est sorti le 23 septembre 2011 sur PlayStation 3, Xbox 360 et PC, le 25 novembre 2011 sur Nintendo 3DS et le 22 février 2012 sur PlayStation Vita, pour son lancement à la commercialisation. Il succède à F1 2010.

## Description
Le moteur du jeu est l'Ego Engine, déjà été utilisé par Codemasters pour ses Colin McRae: Dirt et Race Driver: GRID. Ce nouvel opus est le troisième jeu de F1 sous licence commercialisé depuis 2006, le dernier étant F1 2010 développé aussi par Codemasters également sur PlayStation 3, Xbox 360 et PC.
Le jeu propose les 19 circuits du championnat du monde de Formule 1 2011 dont le nouveau Circuit international Buddh.
En accord avec la réglementation 2011, le SREC et le DRS sont inclus dans le jeu.

## Pilotes et écuries
| Écurie                    | Pilote             | Numéro |
| ------------------------- | ------------------ | ------ |
| Red Bull Racing           | Sebastian Vettel   | 1      |
| Red Bull Racing           | Mark Webber        | 2      |
| Vodafone McLaren Mercedes | Lewis Hamilton     | 3      |
| Vodafone McLaren Mercedes | Jenson Button      | 4      |
| Scuderia Ferrari Marlboro | Fernando Alonso    | 5      |
| Scuderia Ferrari Marlboro | Felipe Massa       | 6      |
| Mercedes Grand Prix       | Michael Schumacher | 7      |
| Mercedes Grand Prix       | Nico Rosberg       | 8      |
| Lotus Renault GP          | Nick Heidfeld      | 9      |
| Lotus Renault GP          | Vitaly Petrov      | 10     |
| AT&T Williams             | Rubens Barrichello | 11     |
| AT&T Williams             | Pastor Maldonado   | 12     |
| Force India F1 Team       | Adrian Sutil       | 14     |
| Force India F1 Team       | Paul Di Resta      | 15     |
| Sauber F1 Team            | Kamui Kobayashi    | 16     |
| Sauber F1 Team            | Sergio Pérez       | 17     |
| Scuderia Toro Rosso       | Sebastien Buemi    | 18     |
| Scuderia Toro Rosso       | Jaime Alguersuari  | 19     |
| Team Lotus                | Heikki Kovalainen  | 20     |
| Team Lotus                | Jarno Trulli       | 21     |
| HRT F1 Team               | Narain Karthikeyan | 22     |
| HRT F1 Team               | Vitantonio Liuzzi  | 23     |
| Marussia Virgin Racing    | Timo Glock         | 24     |
| Marussia Virgin Racing    | Jérôme d'Ambrosio  | 25     |